# Universidad Nacional Abierta y a Distancia
La Universidad Nacional Abierta y a Distancia (UNAD) es una universidad pública colombiana de carácter nacional. Su sede principal se encuentra en la ciudad de Bogotá, en el campus José Celestino Mutis.
Desde su fundación, la universidad ha contado con formación técnica, tecnológica, profesional y de postgrado, a través de la educación virtual. Cuenta con 73 programas de educación superior, entre carreras tecnológicas, profesionales, y maestrías. En la actualidad cuenta con más de 300.000 estudiantes, lo que la convierte en la universidad más grande del país.

## Historia
La Universidad Nacional Abierta y a Distancia es un proyecto educativo que nació con el nombre de Unidad Universitaria del Sur de Bogotá, UNISUR durante el gobierno de Julio César Turbay Ayala.
Surgió, mediante la Ley 52 de 1981, como un establecimiento público del orden nacional adscrito al Ministerio de Educación Nacional y transformada por el Congreso de la República mediante la Ley 396 del 5 de agosto de 1997 en la Universidad Nacional Abierta y a Distancia.

### Cronología
2005
Mediante la Resolución 6215 del Ministerio de Educación Nacional, la UNAD fue reconocida legalmente con el carácter académico de Universidad, previo cumplimento de las condiciones establecidas normalmente.
2006
Mediante decreto 2770 de 2006, la UNAD se reconoce como establecimiento público de carácter nacional, con personería jurídica, autonomía académica, administrativa y financiera, y patrimonio independiente, adscrita al Ministerio de Educación Nacional.
2007
Se realizó el ejercicio de planeación para el diseño del plan de desarrollo 2007 – 2011, "por la calidad educativa y la equidad social".
2009 - 2012
La Universidad recibe sus certificados de calidad en la Norma Técnica Colombiana en Gestión Pública NTCGP 1000 y a la Norma Técnica en Calidad NTC ISO 9001.
Asimismo, mediante la resolución n.º 64329 del 14 de diciembre, la División de Signos Distintivos de la Superintendencia de la Industria y Comercio le concedió a la UNAD el depósito de la enseña comercial (logo UNAD).
2012
Mediante Resolución 3988 del 18 de abril de 2012, UNAD recibe Acreditación por parte del Ministerio de Educación Nacional para cinco programas: Comunicación Social, Licenciatura en Etnoeducación, Zootecnia, Ingeniería de Sistemas de la Escuela y Administración de Empresas.
2021
Por su impacto nacional, acceso de todos los sectores poblacionales y condiciones para ofertar programas educativos con alta calidad, el Ministerio de Educación Nacional, mediante Resolución 025081 del pasado 29 de diciembre, otorgó la acreditación institucional de alta calidad a la Universidad Nacional Abierta y a Distancia UNAD, para los próximos cuatro años.

## Misión, Visión, Decálogo de Valores
Misión
La Universidad Nacional Abierta y a Distancia (UNAD) tiene como misión contribuir a la educación para todos a través de la modalidad abierta, a distancia y en ambientes virtuales de aprendizaje, mediante la acción pedagógica, la proyección social, el desarrollo regional y la proyección comunitaria, la inclusión, la investigación, la internacionalización y las innovaciones metodológicas y didácticas, con la utilización de las tecnologías de la información y las comunicaciones para fomentar y acompañar el aprendizaje autónomo, generador de cultura y espíritu emprendedor que, en el marco de la sociedad global y del conocimiento, propicie el desarrollo económico, social y humano sostenible de las comunidades locales, regionales y globales con calidad, eficiencia y equidad social. 
Visión
Se proyecta como una organización líder en Educación Abierta y a Distancia, reconocida a nivel nacional e internacional por la calidad innovadora y pertinencia de sus ofertas y servicios educativos y por su compromiso y aporte de su comunidad académica al desarrollo humano sostenible, de las comunidades locales y globales.
Decálogo de valores
En la UNAD creemos:
1. En el poder restaurador de los valores, la ética, el respeto, la disciplina el debate, la concertación y la conciliación entre los miembros de nuestra comunidad universitaria y con otros actores sociales del país.
2. En la fortaleza que genera en las personas la integración de la calidad profesional y humana como un resultado de un trabajo reticular e inteligente.
3. En la necesidad de cualificar a nuestros estudiantes, docentes, tutores, consejeros y funcionarios de todo nivel para lograr una sociedad colombiana equitativa, justa y emprendedora.
4. Que nuestro compromiso institucional, es propender por el respeto como elemento básico para su autorrealización personal y profesional.
5. En el potencial creativo, en la actitud crítica, en el trabajo arduo y honesto de nuestra comunidad universitaria.
6. En la "Educación para todos": en cualquier lugar y momento de la vida, fundamental para la prosperidad de todos los colombianos.
7. En la excelencia institucional y en la capacidad de nuestros egresados para generar progreso.
8. En la libertad acción, de pensamiento, de culto y de ideas políticas como pilares para una convivencia pacífica, solidaria y tolerante.
9. En la idea de que nuestros derechos deben ser el resultado del ejercicio adecuado de nuestros deberes.
10. En la importancia de trabajar para que la proyección social y la investigación generen mejores condiciones de vida a las poblaciones vulnerables del país.

## Organización
La UNAD tiene cuatro sistemas estratégicos:

### Sistema de alta política universitaria
Es el alto gobierno de la universidad y responsable de la definición y formulación de las políticas y planes institucionales. Está conformado por:
- Consejo Superior Universitario
- Consejo Académico
- Rectoría

### Sistema misional
Integra las unidades y estrategias que responden al cumplimiento de la misión y las responsabilidades sustantivas de la Universidad. Está conformado por:
- Vicerrectoría Académica y de Investigación | VIACI
- Vicerrectoría de Servicios a Aspirantes, Estudiantes y Egresados | VISAE
- Vicerrectoría de Inclusión Social para el Desarrollo Regional y Proyección Comunitaria | VIDER
- Vicerrectoría de Medios y Mediaciones Pedagógicas | VIMEP
- Vicerrectoría de Relaciones Intersistémicas e Internacionales | VINTER

### Sistema funcional
Integra las unidades y estrategias para la observancia de la misión y el aseguramiento de la sostenibilidad, modernización y calidad del modelo de gestión. Está conformada por:
- Gerencia Administrativa y Financiera
- Gerencia de Calidad y Mejoramiento Universitario
- Gerencia de Innovación y Desarrollo Tecnológico
- Gerencia de Relaciones Interinstitucionales
- Gerencia de Talento Humano
- Oficina Asesora de Planeación
- Oficina de Control Interno
- Oficina de Control Interno Disciplinario
- Secretaría General

## Cobertura nacional y proyectos internacionales

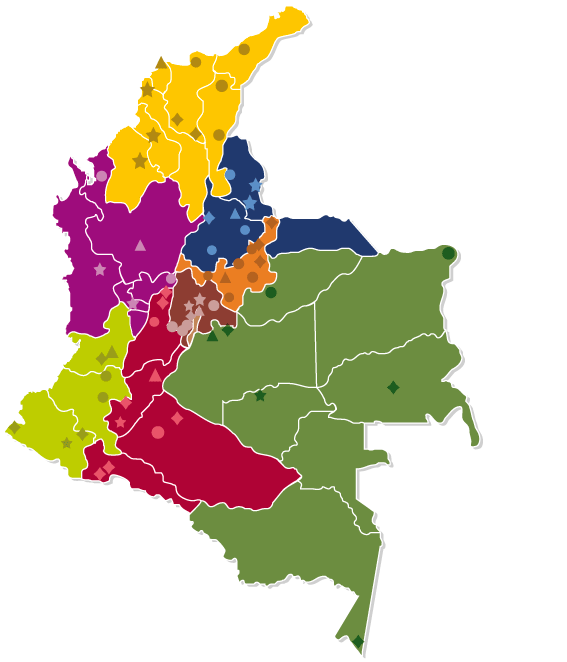
Mapa Regional de la UNAD y su Cobertura

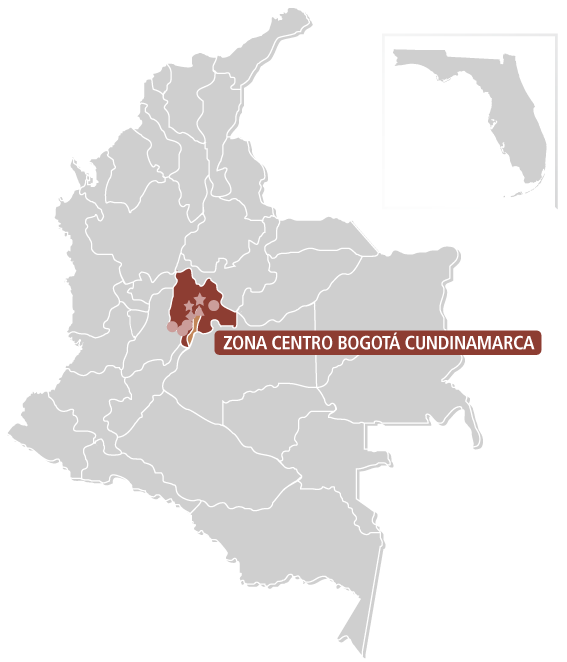
Sedes de Bogotá y Cundinamarca

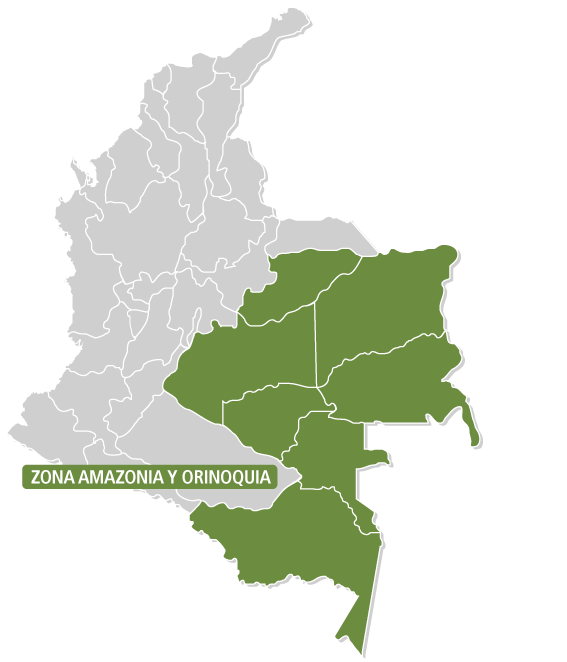
zona Amazonía Y Orinoquía

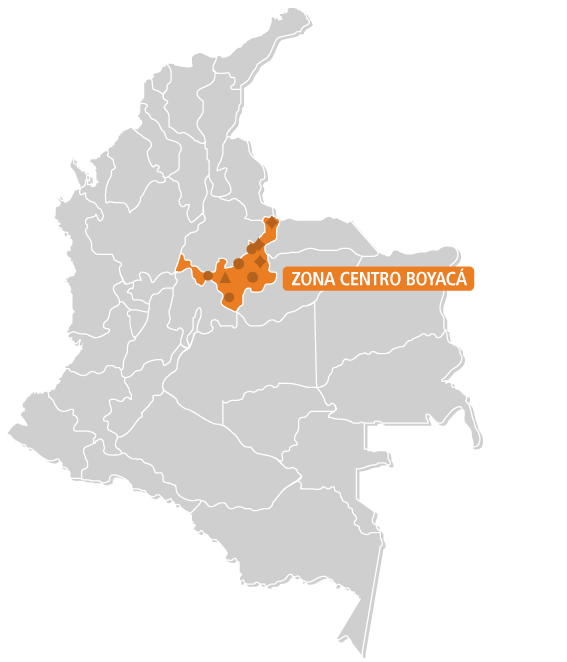
Zona Centro Boyacá

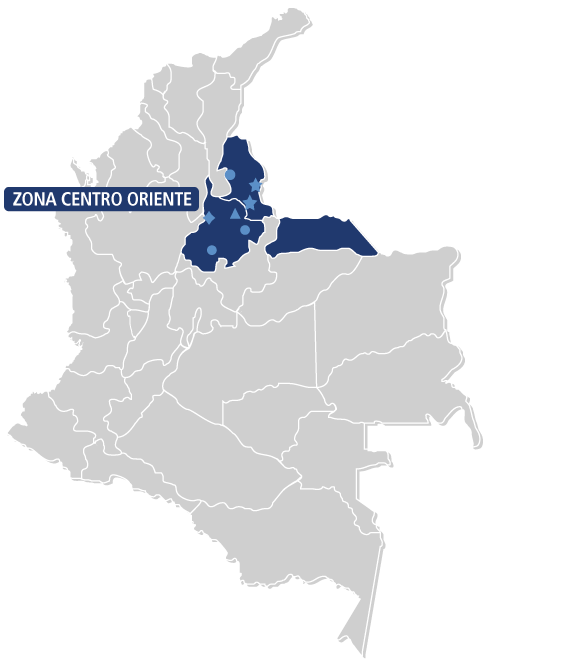
Centro Oriente

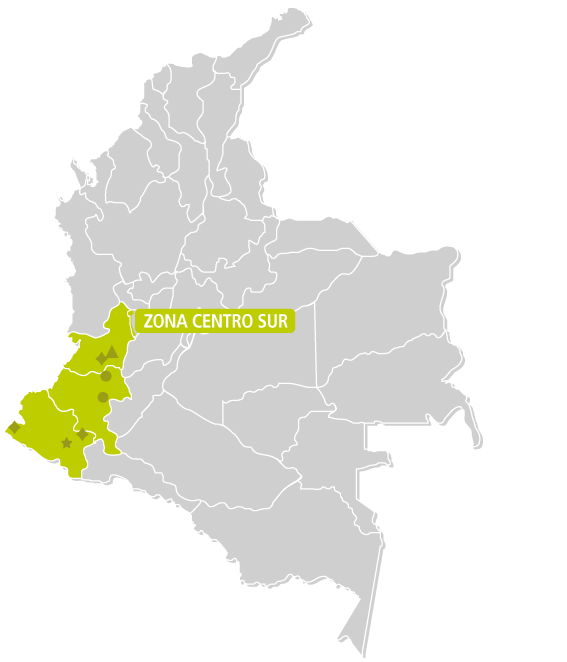
Zona Centro Sur

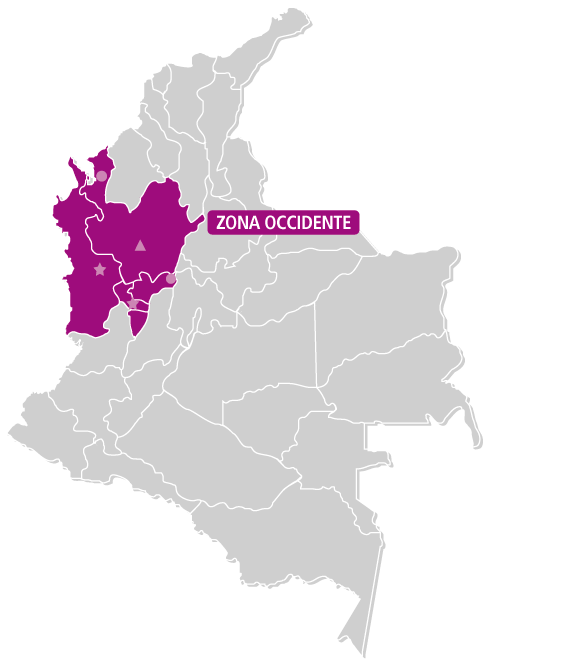
Zona Occidente

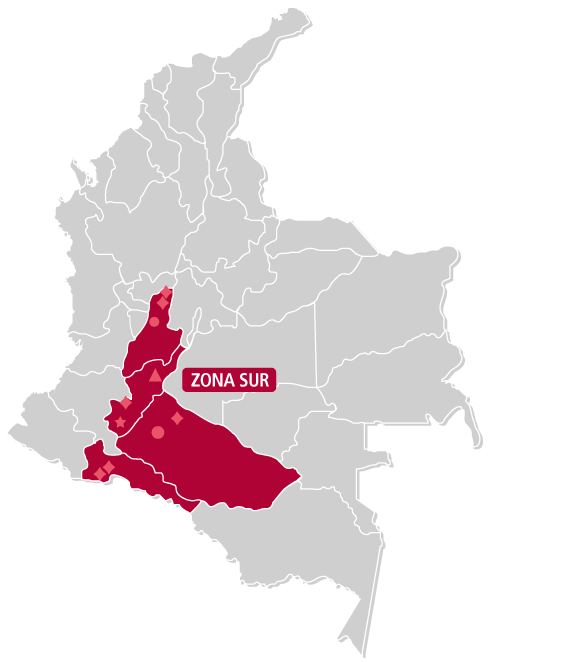
Zona Sur

Sedes administrativas
| Nombre                                                 | Ciudad | Dirección              |
| ------------------------------------------------------ | ------ | ---------------------- |
| Sede Nacional José Celestino Mutis                     | Bogotá | Calle 14 Sur # 14 – 23 |
| Sede Gerencia de Relaciones Interinstitucionales - GRI | Bogotá | Calle 53 # 14 – 39     |
| Sede del Archivo Central                               | Bogotá | Carrera 30 # 1 D - 25  |

Nodo zona Centro Bogotá, Cundinamarca
| Nombre sede               | Ciudad     | Departamento | Dirección                                            |
| ------------------------- | ---------- | ------------ | ---------------------------------------------------- |
| CEAD José Acevedo y Gómez | Bogotá     | Cundinamarca | Transversal 31 # 12 - 38 sur                         |
| CEAD Fusagasugá           | Fusagasugá | Cundinamarca | Av. Panamericana diagonal al Terminal de Transportes |
| CEAD Girardot             | Girardot   | Cundinamarca | Carrera 10 # 36 - 50 Vía Tocaima, barrio Rosa Blanca |
| CEAD Arbeláez             | Arbeláez   | Cundinamarca | Av. 7 # 2E - 27 Casa Loma                            |
| CEAD Gachetá              | Gachetá    | Cundinamarca | Avenida 8 # 4 - 18 Barrio Simón Bolívar              |
| UDR Soacha                | Soacha     | Cundinamarca | Diagonal 28 n.º 28 - 99 Ciudad Verde                 |
| CCAV Zipaquirá            | Zipaquirá  | Cundinamarca | Carrera 16 # 4A - 103 Barrio Algarra III             |
| CCAV Facatativá           | Facatativá | Cundinamarca | Transversal 11 # 5 - 35 este Barrio Portal de María  |

Nodo zona Amazonía y Orinoquía
| Nombre sede                | Ciudad                | Departamento | Dirección                                                     |
| -------------------------- | --------------------- | ------------ | ------------------------------------------------------------- |
| CEAD Acacías               | Acacías               | Meta         | Km 1 vía Acacías Villavicencio, Contiguo al complejo ganadero |
| CEAD Puerto Carreño        | Puerto Carreño        | Vichada      | Calle 7 # 20 - 169 Barrio Santa Teresita                      |
| CEAD Yopal                 | Yopal                 | Casanare     | Carrera 15 # 14 - 65 Barrio La Corocora                       |
| UDR Cumaral                | Cumaral               | Meta         | Casa de la Cultura Piso 2 - Frente a la estación de Policía   |
| UDR Guainía                | Inírida               | Guainía      | Calle 25 # 9 - 31                                             |
| UDR Leticia                | Leticia               | Amazonas     | Carrera 6 # 9 - 30 Barrio 11 de Noviembre                     |
| CCAV San José del Guaviare | San José del Guaviare | Guaviare     | Calle 19 # 19E - 40 Barrio La Granja                          |

Nodo zona Centro-Boyacá
| Nombre sede       | Ciudad       | Departamento | Dirección                                  |
| ----------------- | ------------ | ------------ | ------------------------------------------ |
| CEAD Tunja        | Tunja        | Boyacá       | Calle 18 con Carrera 1 Barrio Manzanares   |
| CEAD Sogamoso     | Sogamoso     | Boyacá       | Calle 5 # 1 - 08 Barrio Monquira           |
| CEAD Duitama      | Duitama      | Boyacá       | Kilómetro 1 vía Pantano de Vargas          |
| CEAD Chiquinquirá | Chiquinquirá | Boyacá       | Carrera 6 # 30 - 32 Antiguo Edificio Itboy |
| CEAD Garagoa      | Garagoa      | Boyacá       | Carrera 9 # 13 - 43                        |
| CEAD Soatá        | Soatá        | Boyacá       | Carrera 6 # 8 - 47                         |
| UDR Boavita       | Boavita      | Boyacá       | Carrera 4 # 8 - 26                         |
| UDR Cubará        | Cubará       | Boyacá       | Carrera 3 # 5 - 54                         |
| UDR Socha         | Socha        | Boyacá       | Calle 9 con Carrera 8 Esquina              |

Nodo zona Caribe
| Nombre sede          | Ciudad          | Departamento | Dirección                                                                |
| -------------------- | --------------- | ------------ | ------------------------------------------------------------------------ |
| CCAV Puerto Colombia | Puerto Colombia | Atlántico    | Kilómetro 11 antigua vía Pradomar – Salgar                               |
| CEAD Cartagena       | Cartagena       | Bolívar      | Transversal 45 # 44A - 221 Avenida al Acueducto - Barrio Paraguay        |
| CEAD La Guajira      | Riohacha        | La Guajira   | Calle 15 # 8 - 63                                                        |
| CEAD Santa Marta     | Santa Marta     | Magdalena    | Av. El Libertador # 30 - 320                                             |
| CEAD Valledupar      | Valledupar      | Cesar        | Calle 39 # 4B - 02 Barrio Panamá                                         |
| CEAD Curumaní        | Curumaní        | Cesar        | Carrera 17 # 12 - 57 Barrio El Paraíso                                   |
| UDR El Banco         | El Banco        | Magdalena    | Parque Principal                                                         |
| UDR Plato            | Plato           | Magdalena    | Avenida los contenedores - IED Gabriel Escobar Ballestas sede Gabrielito |
| CCAV Corozal         | Corozal         | Sucre        | Carretera troncal Corozal entrada a Morroa                               |
| CCAV Sahagún         | Sahagún         | Córdoba      | Calle 19 # 16A - 10 Barrio San Roque                                     |

Nodo zona Centro Oriente
| Nombre sede         | Ciudad          | Departamento       | Dirección                                     |
| ------------------- | --------------- | ------------------ | --------------------------------------------- |
| CEAD Bucaramanga    | Bucaramanga     | Santander          | Carrera 27 # 40 - 43                          |
| CEAD Málaga         | Málaga          | Santander          | Carrera 9 # 15 - 20                           |
| CEAD Vélez          | Vélez           | Santander          | Carrera 5 # 9 - 58                            |
| CEAD Ocaña          | Ocaña           | Norte de Santander | Calle 10 # 9 - 47                             |
| UDR Barrancabermeja | Barrancabermeja | Santander          | Calle 55 # 23 - 31 Barrio Galán               |
| CCAV Cúcuta         | Cúcuta          | Norte de Santander | Calle 24 # 2-172 Urbanización García Herreros |
| CCAV Pamplona       | Pamplona        | Norte de Santander | Calle 5 # 3 - 05 Barrio El Carmen             |

Nodo Centro Sur
| Nombre sede                 | Ciudad                 | Departamento    | Dirección                                          |
| --------------------------- | ---------------------- | --------------- | -------------------------------------------------- |
| CEAD Palmira                | Palmira                | Valle del Cauca | Carrera 28 # 40 - 56 Barrio Versalles              |
| CEAD Popayán                | Popayán                | Cauca           | Calle 5 # 46N - 67 / Sede centro: Calle 3 # 2 - 55 |
| CEAD Santander de Quilichao | Santander de Quilichao | Cauca           | Carrera 7 # 2B - 20 (Frente al Parque Bolívar)     |
| UDR Cali                    | Cali                   | Valle del Cauca | Av. Roosvelt # 36 - 60                             |
| UDR El Bordo                | El Bordo               | Cauca           | Carrera 2 # 11A - 19 Barrio el jardín              |
| UDR Tumaco                  | Tumaco                 | Nariño          | Calle Sucre # 9 - 23 Piso 2                        |
| CCAV Pasto                  | Pasto                  | Nariño          | Carrera 21A # 17 - 10                              |

Nodo zona Occidente
| Nombre sede       | Ciudad       | Departamento | Dirección                                |
| ----------------- | ------------ | ------------ | ---------------------------------------- |
| CEAD Medellín     | Medellín     | Antioquia    | Carrera 45 # 55 - 19                     |
| CEAD La Dorada    | La Dorada    | Caldas       | Calle 32 # 1 - 40 Barrio La Concordia    |
| CEAD Turbo        | Turbo        | Antioquia    | Carrera 16 # 101 -33 Barrio Baltazar     |
| CCAV Dosquebradas | Dosquebradas | Risaralda    | Carrera 23 con Diagonal 25F Barrio Milán |
| CCAV Quibdó       | Quibdó       | Chocó        | Carrera 2 # 24 - 05 Barrio Yesca Grande  |

 Nodo Sur 
| Nombre sede                | Ciudad                 | Departamento | Dirección                                      |
| -------------------------- | ---------------------- | ------------ | ---------------------------------------------- |
| CCAV Neiva                 | Neiva                  | Huila        | Carrera 15 # 8 - 05                            |
| CCAV Pitalito              | Pitalito               | Huila        | Av. Pastrana # 19Sur - 12 a 19-66 Sur          |
| UDR La Plata               | La Plata               | Huila        | Calle 4 # 5 - 58                               |
| CEAD Florencia             | Florencia              | Caquetá      | Cra 1 # 31 - 30 Barrio Cunduy                  |
| CEAD Ibagué                | Ibagué                 | Tolima       | Calle 34 # 9A - 26 Barrio San Simón Parte Baja |
| UDR Líbano                 | Líbano                 | Tolima       | Calle 3A 17 101                                |
| UDR Mariquita              | Mariquita              | Tolima       | Calle 4 # 6 - 36 Barrio Villa Holanda          |
| UDR Puerto Asís            | Puerto Asís            | Putumayo     | Calle 34 n.º 24 - 85, Barrio La Floresta       |
| UDR Valle del Guamuez      | Valle del Guamuez      | Putumayo     | Calle 7 # 5A - 06 Esquina                      |
| UDR San Vicente del Caguán | San Vicente del Caguán | Caquetá      | Carrera 5 # 5 - 61 Barrio La Consolata         |

## Oferta académica

### Formación tecnológica
Escuela de Ciencias Administrativas, Contables, Económicas y de Negocios (ECACEN)
- Tecnología en Gestión Comercial y de Negocios
- Tecnología en Gestión de Empresas Asociativas y Organizaciones Comunitarias
- Tecnología en Gestión de Obras Civiles y Construcciones
- Tecnología en Gestión de Transportes
- Tecnología en Gestión Industrial
- Tecnología en Gestión Agropecuaria

Escuela de Ciencias Agrícolas, Pecuarias y del Medio Ambiente (ECAPMA)
- Tecnología en Producción Agrícola
- Tecnología en Sistemas Agroforestales
- Tecnología en Producción Animal
- Tecnología en Saneamiento Ambiental

Escuela de Ciencias Básicas, Tecnología e Ingeniería (ECBTI)
- Tecnología en Producción de Audio
- Tecnología en Logística Industrial
- Tecnología en Desarrollo del Software
- Tecnología en Automatización Electrónica
- Tecnología en Sistemas de Comunicaciones Inalámbricas
- Tecnología en Gestión de Redes de Acceso de Telecomunicaciones
- Tecnología de Alimentos

Escuela de Ciencias de la Salud (ECISA)
- Tecnología en Regencia de Farmacia
- Tecnología en Seguridad y Salud en el Trabajo
- Tecnología en Radiología e Imágenes Diagnósticas

### Formación profesional
Escuela de Ciencias Administrativas, Contables, Económicas y de Negocios (ECACEN)
- Administración de Empresas
- Economía
- Contaduría Pública
- Negocios Internacionales

Escuela de Ciencias Agrícolas, Pecuarias y del Medio Ambiente (ECAPMA)
- Agronomía
- Ingeniería Agroforestal
- Ingeniería Ambiental
- Zootecnia

Escuela de Ciencias Básicas, Tecnología e Ingeniería (ECBTI)
- Ingeniería de Alimentos
- Ingeniería Industrial
- Ingeniería de Sistemas
- Ingeniería de Telecomunicaciones
- Ingeniería Electrónica
- Diseño Industrial
- Ingeniería multimedia[5]

Escuela de Ciencias de la Educación (ECEDU)
- Licenciatura en Etnoeducación
- Licenciatura en Filosofía
- Licenciatura en Lenguas Extranjeras con Énfasis en Inglés
- Licenciatura en Matemáticas
- Licenciatura en Pedagogía Infantil

Escuela de Ciencias de la Salud (ECISA)
- Administración en Salud

Escuela de Ciencias Sociales, Artes y Humanidades (ECSAH)
- Comunicación Social
- Filosofía
- Música
- Psicología
- Sociología
- Artes Visuales
- Música
- Gestión Deportiva[6]

Escuela de Ciencias Jurídicas y Políticas (ECJP)
- Derecho
- Ciencias Políticas

### Especializaciones
Escuela de Ciencias Administrativas, Contables, Económicas y de Negocios (ECACEN)
- Gerencia Estratégica de Mercadeo
- Gestión de Proyectos
- Finanzas corporativas

Escuela de Ciencias Agrícolas, Pecuarias y del Medio Ambiente (ECAPMA)
- Biotecnología Agraria
- Nutrición Animal Sostenible

Escuela de Ciencias Básicas, Tecnología e Ingeniería (ECBTI)
- Ciencia de datos y Analítica
- Procesos de Alimentos y Biomateriales
- Seguridad Informática
- Gerencia de Procesos Logísticos en Redes de Valor
- Redes de Nueva Generación

Escuela de Ciencias de la Educación (ECEDU)
- Educación Superior a Distancia
- Educación, Cultura y Política
- Pedagogía para el Desarrollo del Aprendizaje Autónomo

Escuela de Ciencias Jurídicas y Políticas
- Gestión Pública[7]

### Maestrías
Escuela de Ciencias Administrativas, Contables, Económicas y de Negocios (ECACEN)
- Maestría en Administración de Organizaciones
- Maestría en Gestión Financiera

Escuela de Ciencias Básicas, Tecnología e Ingeniería (ECBTI)
- Maestría en Gestión de Tecnología de Información

Escuela de Ciencias Sociales, Artes y Humanidades (ECSAH)
- Maestría en Comunicación
- Maestría en Desarrollo Alternativo Sostenible y Solidario
- Maestría en Psicología Comunitaria

Escuela de Ciencias de la Educación (ECEDU)
- Maestría en Educación
- Maestría en Mediación Pedagógica para el Aprendizaje del Inglés
- Maestría en Educación Intercultural

## Galería de imágenes

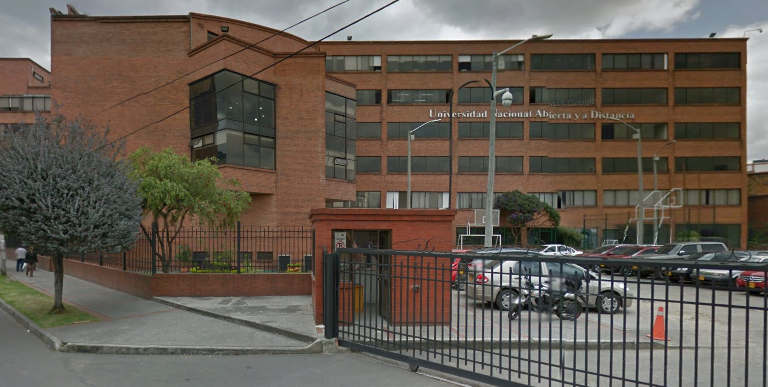
Sede Nacional José Celestino Mutis en Bogotá
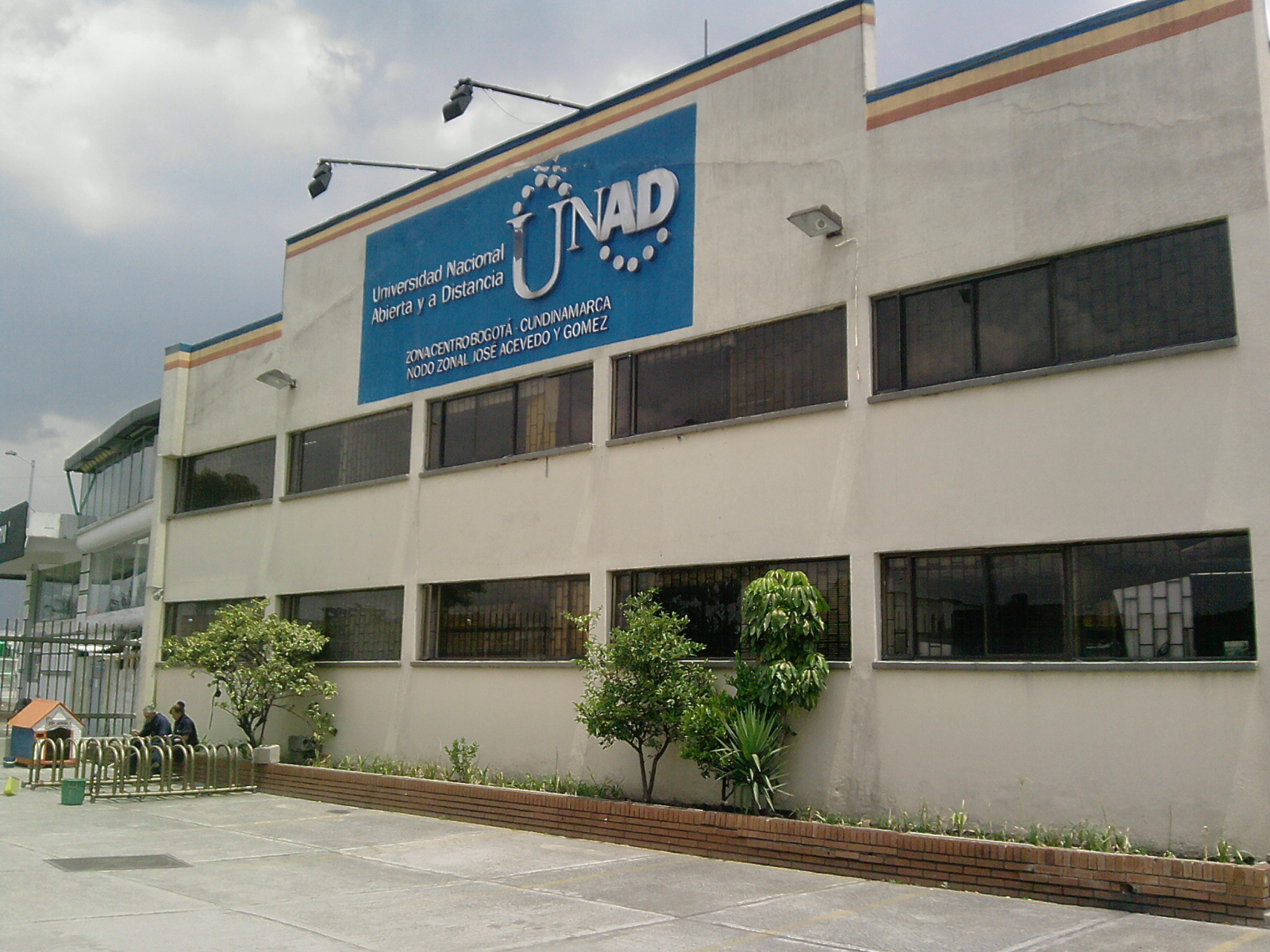
Sede principal de Bogotá CEAD José Acevedo y Goméz
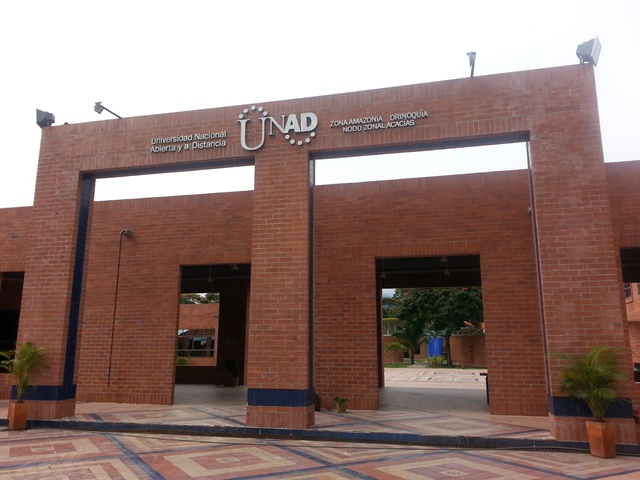
Sede de la UNAD CEAD Acacías (Meta)
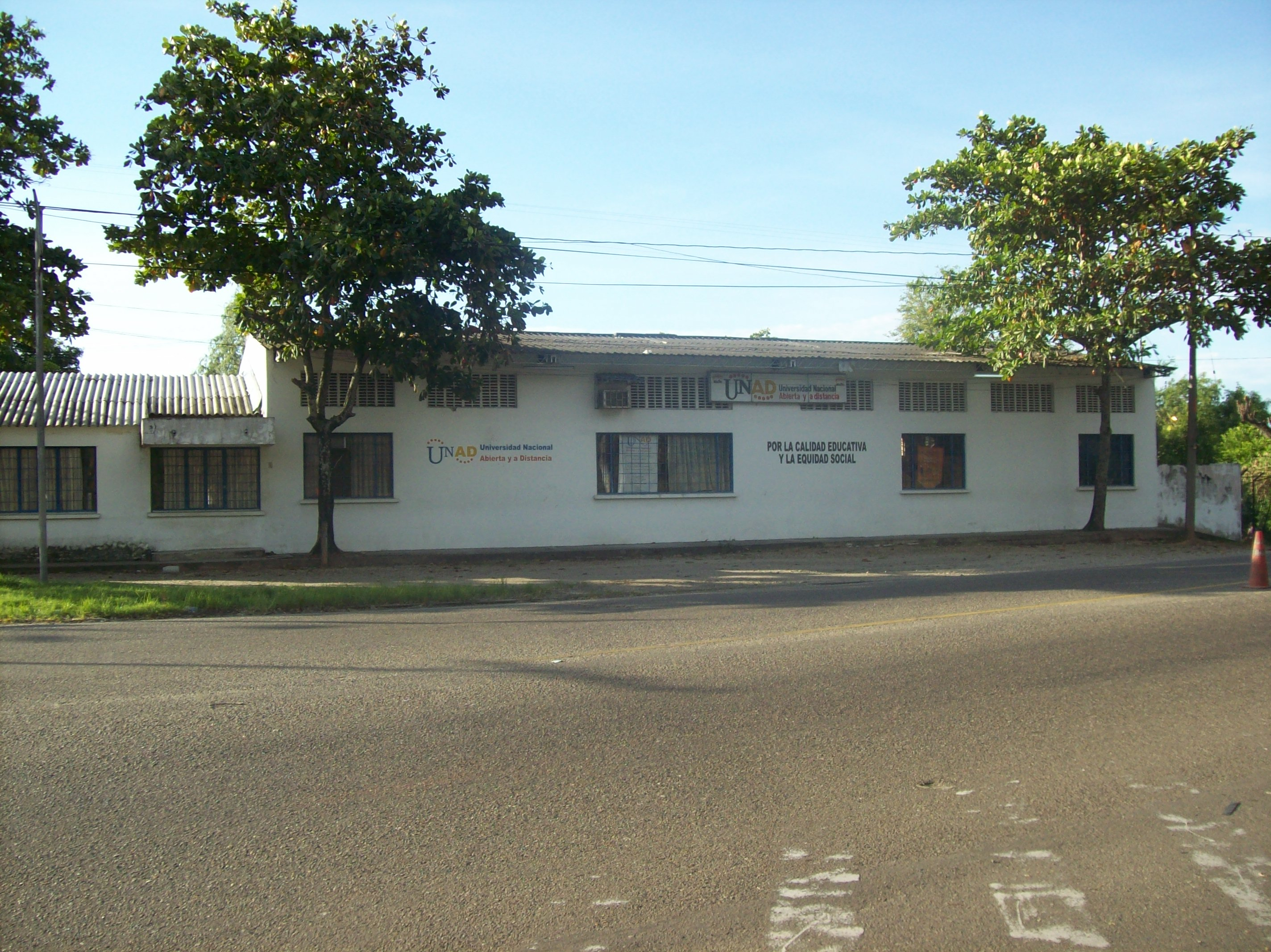
Sede de la UNAD CEAD La Dorada (Caldas)